# Geheimrunen

Zweigrune (24)

Als Geheimrunen (norwegisch: Lønnruner) werden die Zeichen monoalphabetischer Verschlüsselungsverfahren bei Runeninschriften bezeichnet, die auf einem Koordinatensystem (Polybios-Matrix) basieren.
Prinzip und Darstellung ähneln der inselkeltischen Ogham-Schrift.
Sinn und Zweck dieser kryptografischen Methode sind nicht bekannt, neben der bloßen Geheimhaltung werden jedoch kultische Motive vermutet. 

## Prinzip
Die Runenreihe des Futhark lässt sich in drei Gruppen zu je acht Runen unterteilen. Diese Gruppen werden im jüngeren Futhark ætt (Pl. ættir: „Geschlecht“, „Familie“) genannt. Somit kann jedes Zeichen des Klartextes eindeutig durch ein Koordinatenpaar beschrieben werden, wobei die erste Koordinate das ætt angibt und die zweite die Position der Rune in der jeweiligen Gruppe. Um eine weitere Verschlüsselungsebene zu erreichen, wurde die Zählreihenfolge der ættir häufig umgekehrt (siehe Tabelle). Geheimrunen sind authentisch nur für das jüngere Futhark belegt.
Eine Geheimrune mit dem Lautwert k bestünde somit – beispielsweise – aus einem Stab, von dem nach links drei (für das dritte ætt) und nach rechts sechs Zweige abgehen (für den sechsten Platz im ætt).
| 3 | f | u | þ | á | r | k | Freys ætt  | f | u | þ | a | r | k | g | w | 1 |
| 2 | h | n | i | a | s |   | Hagals ætt | h | n | i | j | ï | p | ʀ | s | 2 |
| 1 | t | b | m | l | ʀ |   | Týs ætt    | t | b | e | m | l | ŋ | d | o | 3 |
|   | 1 | 2 | 3 | 4 | 5 | 6 |            | 1 | 2 | 3 | 4 | 5 | 6 | 7 | 8 |   |

## Darstellung

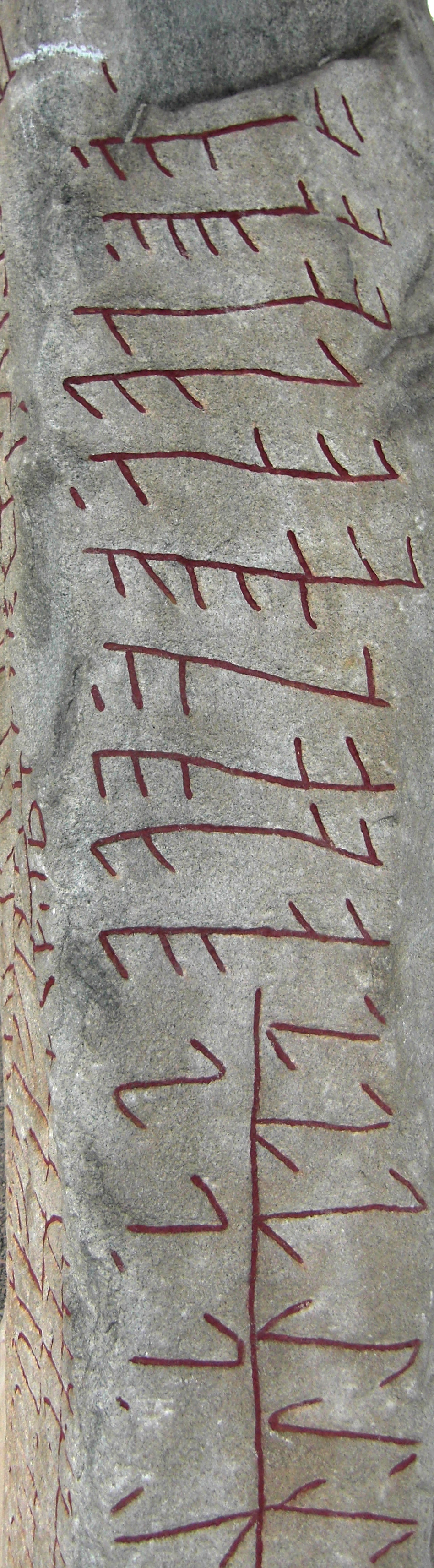
Zwei Darstellungsformen nebeneinander auf dem Stein von Rök

Mittelalterliche Fratzenrune (25)

Eine Vielzahl von Möglichkeiten, die entsprechenden Koordinaten grafisch darzustellen, wurden überliefert, die sich jedoch auf zwei Grundarten zurückführen lassen. Diese werden im wohl fälschlich Hrabanus Maurus zugeschriebenen Isruna-Traktat beschrieben, das im 9. bis 11. Jahrhundert entstand.

### „Iisruna“
Die erste Variante besteht in der Wiederholung zweier verschiedener einzelner (also unverbundener) Runen oder runenähnlicher Symbole, wobei deren Zahl der jeweiligen Koordinate entspricht.
Ein Beispiel für eine solche Inschrift findet sich auf dem sogenannten Rotbrunna-Stein (U 1165):
(2|4) (2|3) (3|5) (2|3) (3|6) (3|5)
Das Isruna-Traktat bezeichnet dieses Verfahren als iisruna, wobei es sich wohl um einen fiktiven Namen handelt, abgeleitet aus der Verwendung von dem lateinischen Buchstaben i ähnelnden Zeichen; es sind also nicht etwa „Eisrunen“ gemeint.

“Iisruna dicuntur quae i littera per totum scribuntur, ita ut quotus uersus sit primum breuioribus i, quea autem littera sit in uersu longioribus I scribatur, ita ut nomen corui scribatur his litteris ita i. IIIIII. iii. IIIIIIII. i. IIIII. i. II. ii. III.”

„Iisrunen werden diejenigen genannt, welche ausschließlich mit dem Buchstaben i geschrieben werden, so dass die Angabe der Zeile zuerst mit kürzeren i, die Angabe des Buchstaben in der Zeile aber mit längeren i geschrieben würde, sodass das Wort corui mit diesen Zeichen so geschrieben würde: …“

### Zweigrunen
Eine weitere Möglichkeit sind sogenannte „Zweigrunen“ (englisch: tree runes), bei denen zwei zusammengehörige Koordinaten an einem gemeinsamen Stab dargestellt werden. Zweigrunen tauchen in unterschiedlichen Variationen auf: Auf dem Stein von Rök beispielsweise jeweils zwei zu einem Kreuz zusammengefasste Zweigrunen, die im Uhrzeigersinn zu lesen sind. Das Isruna-Traktat bezeichnet diese Methode als hahalruna, möglicherweise mit dem althochdeutschen Wortursprung hahal(a): „Kesselhaken“.

“Hahalruna dicuntur istae, quae in sinistra parte quotus uersus sit ostendunt, et in dextera quota littera ipsius uersus sit”

„Hahalrunen werden jene genannt, die auf der linken Seite die Zeile anzeigen und auf der rechten, um den wievielten Buchstabe dieser Zeile es sich handelt.“

### Mittelalter
Aus dem Mittelalter stammen kunstvollere Varianten dieser Methode, bei denen beispielsweise Fische, Strichmännchen mit unter den Armen hängenden Zweigen oder stilisierte bärtige Gesichter als  „Äste“ dienen. Letztere  werden auch als „Fratzenrunen“ (sjónrúnar) bezeichnet.

## Motivation
Die Gründe für eine Chiffrierung von Textstellen mittels Geheimrunen sind unklar, zumal der Inhalt der verschlüsselten Texte in der Regel eher unbedeutend ist.
Neben der Geheimhaltung als offensichtlichem Grund könnten unter anderem auch eine Verstärkung der magischen Wirkung oder „besondere Weihe“ (Klaus Düwel) eine Rolle gespielt haben.
Vielleicht dienten Geheimrunen auch nur der Zurschaustellung von besonderen Kenntnissen des Runenschreibers oder schlicht dekorativen Zwecken.

## Weitere Methoden
Im weiteren Sinne können auch andere Methoden runischer Kryptografie als Geheimrunen bezeichnet werden, beispielsweise Abkürzungen und Begriffsrunen, Binderunen (samstavsruner), Umstellungen (lua für alu), Verschiebungsschlüssel oder Vokal-Auslassungen.
Auf dem Stein von Rök wurden bei einem Abschnitt anstatt des zur Zeit seiner Entstehung gebräuchlichen jüngeren Futhark die Zeichen der älteren Runenreihe verwendet.

### Griffelrunen
In vielen frühmittelalterlichen Pergamenten aus Klosterbibliotheken findet man in letzter Zeit althochdeutsche Glossierungen, die als Griffelrunen ausgeführt wurden. Die Runen werden mit einem Griffel so in das Pergament gedrückt, dass sie kaum sichtbar und nur bei starkem Schlagschatten erkennbar werden. Zudem sind sie zusätzlich oft kryptografiert ausgeführt. Zahlreiche Beispiele wurden auf Pergamenten aus St. Gallen und München gefunden.